# Araeolaimus microphthalmus
Araeolaimus microphthalmus is een rondwormensoort uit de familie van de Diplopeltidae. De wetenschappelijke naam van de soort is voor het eerst geldig gepubliceerd in 1893 door de Man.